# Мейзнежин
Мейзнежин (пол. Mejznerzyn) — село в Польщі, у гміні Міхів Любартівського повіту Люблінського воєводства.
Населення — 361 особа (2011).

## Демографія
Демографічна структура станом на 31 березня 2011 року:
|          | Загалом | Допрацездатний вік | Працездатний вік | Постпрацездатний вік |
| -------- | ------- | ------------------ | ---------------- | -------------------- |
| Чоловіки | 180     | 41                 | 113              | 26                   |
| Жінки    | 181     | 29                 | 104              | 48                   |
| Разом    | 361     | 70                 | 217              | 74                   |